# کلرمون (کاپیتال-ناسیونال)
کلرمون، کاپیتال-ناسیونال (به فرانسوی: Clermont) شهرکی در منطقه شهری شارلووا-است ناحیه کاپیتل-ناسیونال در استان کبک کانادا است. در سرشماری سال ۲۰۱۱ این شهرک ۳٬۰۵۷ نفر جمعیت داشته‌است و مساحت آن ۵۲٫۹۹ کیلومتر مربع است.